# 只想告訴你 (flumpool單曲)
「只想告訴你」（日语：君に届け）是flumpool的第5張單曲。

## 收錄曲

### CD
1. 君に届け
作詞：山村隆太、作曲：阪井一生、編曲：玉井健二、百田留衣
  - 電影『只想告訴你[錨點失效]』主題歌[2]
  - 朝日電視台Super J Channel結尾曲
  - 關於我在無意間被隔壁的天使變成廢柴這件事片尾曲
2. 僕の存在
作詞：山村隆太、作曲：阪井一生、編曲：玉井健二、百田留衣
3. Quville (LIVE at C.C.Lemon Hall)
作詞：山村隆太、作曲：阪井一生、編曲：玉井健二、百田留衣
4. 君に届け (Instrumental)
5. 僕の存在 (Instrumental)

### 初回生産分同梱DVD
1. LIVE&DOCUMENTARY："Welcome back!!" Days at SETSTOCK'10
2. STUDIO：Recording scenes of the upcoming song
3. Video shoot：Making scenes of Music video「君に届け」
4. Music Video：「君に届け」

## 電視出演
- CDTV（TBS、2010年9月25日）
- MUSIC STATION3時間スペシャル（朝日電視台、2010年10月1日）
- Happy Music（日本電視台、2010年10月1日）
- MUSIC JAPAN（NHK綜合電視、2010年10月3日）